# Богемська Швейцарія
50°50′00″ пн. ш. 14°15′00″ сх. д. / 50.83333333° пн. ш. 14.25° сх. д.
Богемська Швейцарія ' (чеськ. České Švýcarsko; нім. Böhmische Schweiz), або Чеська Швейцарія — мальовничий регіон на північному заході Чехії.
З 1972 року це охоронювана територія (як охоронювана ландшафтна територія Ельбських пісковикових гір). 
Регіон уздовж правого берега Ельби став національним парком 1 січня 2000 року — Національним парком Богемської Швейцарії. 
Національний парк примикає до національного парку Саксонська Швейцарія в Німеччині.

## Етимологія
Концепція Богемської Швейцарії розвинулась у 18 столітті як продовження Саксонської Швейцарії, частини Ельбських пісковикових гір у Німеччині. 
Назву запровадили швейцарські художники Адріан Цингг і Антон Графф, яким батьківщину нагадала географія Північної Богемії.

## Географія
Богемська Швейцарія розташована на чеському боці Ельбських пісковикових гір на північ від Дєчіна, на обох берегах річки Ельба. 
Обмежені на сході Лужицькими горами і на заході Рудними горами. 
Найвища точка — гора Дечинський Сніжник, 723 м над рівнем моря.

## Історія

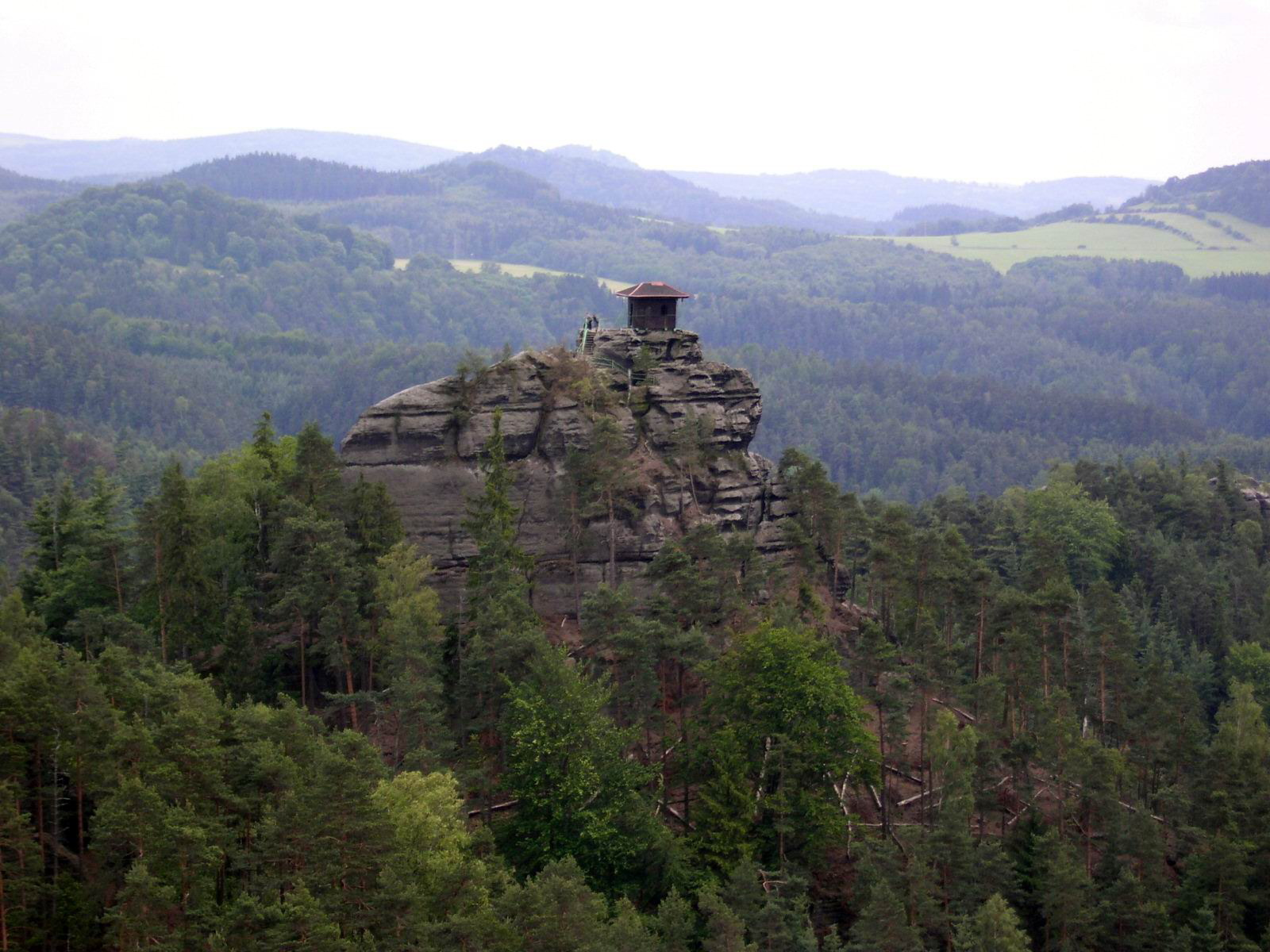
Скеля Маріїна

Велика кількість замків була побудована в районі Богемської Швейцарії для охорони торгових шляхів. 
Регіон був дуже рідко заселений з давніх часів кількома германськими, слов'янськими та кельтськими племенами, але був остаточно колонізований у 12 столітті німецькомовними поселенцями. 
До кінця Другої світової війни тут проживали німецькі богеми (пізніше відомі як судетські німці). 
Оскільки німецьке населення було депортовано після 1945 року, територія була майже виключно заселена чехами.
Ця територія вперше почала приваблювати велику кількість туристів у 19 столітті. 
Художники епохи романтизму надихалися дикою красою скель. 
Наприклад, художник Людвіг Ріхтер або композитор Карл Марія фон Вебер, який поставив свою знамениту оперу «Der Freischütz» в околицях Ратена.

## Пам'ятки
- Правчицька брама, найбільша природна арка з пісковику в Європі
- Камненіцька ущелина, скельна ущелина поблизу Грженско[en]
- Стіни Тиси[en], скельний лабіринт
- Дечинський Сніжник, найвища гора Богемської Швейцарії з оглядовою вежею
- Замок Шаунштейн[en], скельний замок барона-розбійника поблизу Високої Липи
- Скеля Маріїна[en], оглядовий майданчик біля Єтриховіце[en]
- Вілемініна стіна, оглядовий майданчик поблизу Єтриховіце
- Рудольфув камінь[en], оглядовий майданчик поблизу Єтриховіце
- Павлинина долина, глибоко врізана романтична долина річки Хржибська Каменіце
- Замок Фалькенштейн[en], скельний замок
- Скельна каплиця у Вшемілях[en]
- Бельведер поблизу Лабська Странь[en], гора
- Мала Правчицька брама[en], арка з природного пісковику
- «Na Tokáni», історична корчма та хостел
- Імператорський краєвид на Столичну гору[en] поблизу Дечина
- Доглянуті села з верхньолужицькими будинками[en]